# Abbe (Einheit)
Das Abbe, benannt nach dem deutschen Physiker Ernst Abbe, war eine 1973 vorgeschlagene Einheit für die Raumfrequenz.
1 Abbe = 1 / mm